# Amerongen
Amerongen es un pueblo en los Países Bajos de Utrechtse Heuvelrug, en la provincia Utrecht. El 12 de junio de 2007, el pueblo tenía 7300 habitantes.

## Historia
El kaiser Guillermo II de Alemania, con motivo de su exilio en los Países Bajos, residió en el Castillo de Amerongen de noviembre 1918 a mayo de 1920, fecha a lo que se instaló en el castillo de Doorn.
El municipio de Amerongen ha sido independiente hasta el 1 de enero de 2006. En esa fecha, se fusionó con los municipios de Doorn, Leersum, Driebergen-Rijsenburg y Maarn para formar el nuevo municipio de Utrechtse Heuvelrug.

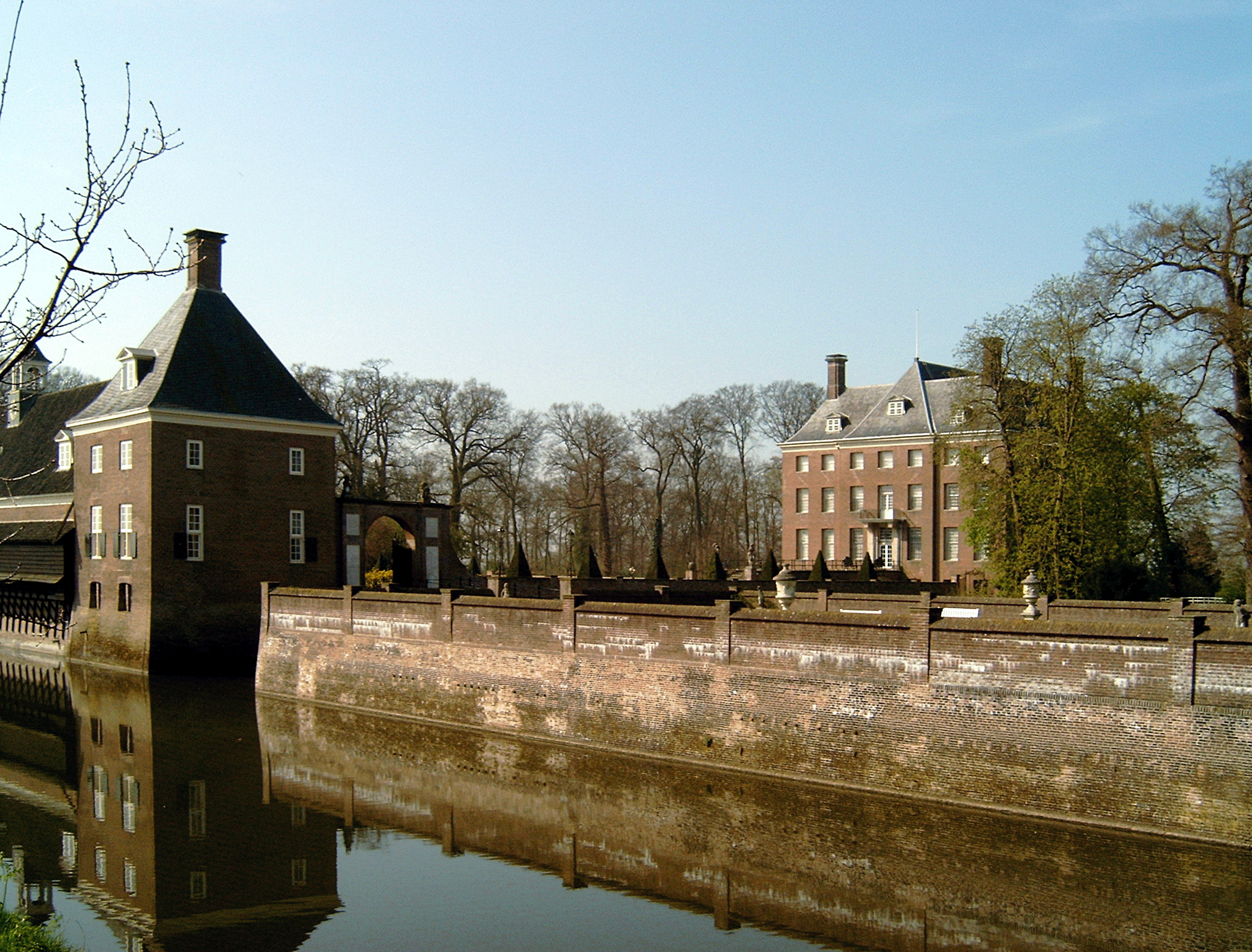
Castillo de Amerongen : kasteel Amerongen

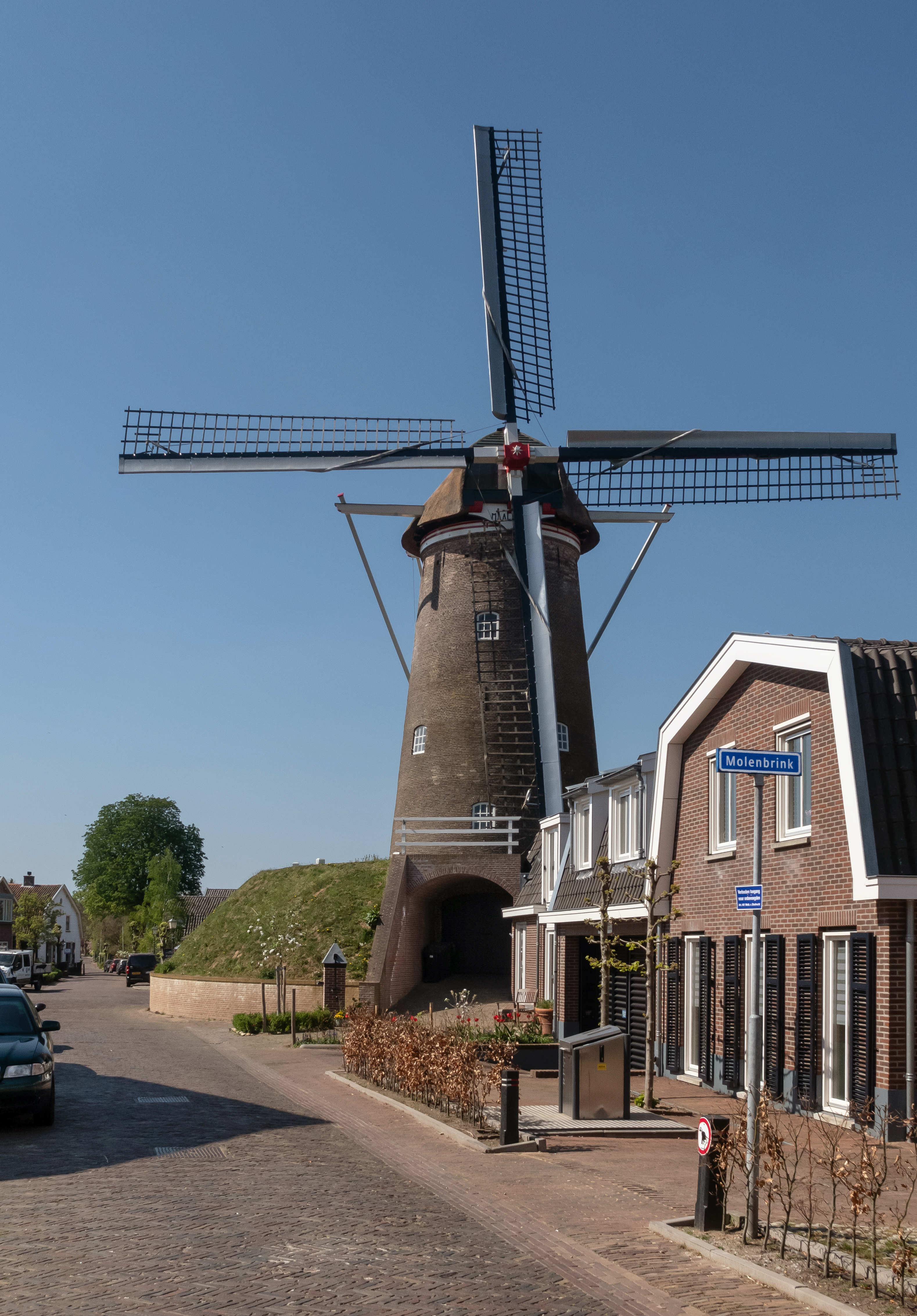
Molino de Amerongen: molen Maallust